# Wałdyki
Wałdyki – wieś w Polsce położona w województwie warmińsko-mazurskim, w powiecie iławskim, w gminie Lubawa. W latach 1975–1998 miejscowość administracyjnie należała do województwa olsztyńskiego.

## Historia wsi
Do I rozbioru Polski (1772 r.) wieś należały do dóbr stołowych biskupstwa chełmińskiego. 
Od połowy listopada do końca grudnia 1906 r. w miejscowej szkole elementarnej odbył się strajk dzieci przeciwko nauczaniu religii w języku niemieckim. W strajku wzięły udział następujące dzieci: F. Gestwicka, K. Kłosowska, Kościńska, A., M. Rychlickie, M. Roznerska. Strajk był elementem znacznie większej akcji biernego oporu wobec pruskich władz szkolnych, która na przełomie 1906 i 1907 r. objęła ponad 460 (!) szkół w prowincji Prusy Zachodnie, czyli przedrozbiorowe Pomorze Gdańskie, Powiśle, ziemię chełmińską i ziemię lubawską oraz część Krajny. Inspiracją dla strajków pomorskich były wcześniejsze działania dzieci w prowincji wielkopolskiej, ze słynnym strajkiem we Wrześni (1901) na czele. 
W latach 1920–27 znajdowała się tutaj placówka Straży Celnej „Wałdyki”.